# ویپ یکم
ویپ یکم هوباهنا معروف به ویپ (به انگلیسی: Weep I) (زاده ۷۸۵ - درگذشته ۷۱۵) ششمین رئیس‌جمهور کنفدراسیون قبایل الیپی بود. وی تنها رئیس‌جمهور شورایی این کنفدراسیون بود و مدت ریاستش دو سال (۷۱۹ - ۷۱۷) بود. وی همچنین از سال ۷۵۷ تا هنگام مرگش، ریاست قبیلهٔ هوباهنا را نیز در دست داشت.

## خانواده
خانوادهٔ وی خانوادهٔ اصلی شهر هوباهنا و پدرش رئیس قبیلهٔ هوباهنا بود.

### تولد
وی در خانواده‌ای اصیل و نجیب ساکن شهر هوباهنا در تاریخ ۷۸۵ پیش از میلاد به دنیا آمد. پدرش هم رئیس قبیلهٔ هوباهنا بود. هنگامی که وی به دنیا آمد مطابق با آغاز ریاست جمهوری هوبو و کناره‌گیری پدر هوبو، ویوه بود.

### همسران و فرزندان
- همسران و فرزندان :
  1. نامعلوم
    - ریفان
      - هامین
        - ویپ دوم

  2. نامعلوم
    - لینین

### درگذشت
او در تاریخ ۷۱۵ پیش از میلاد در سن هفتاد سالگی فوت کرد.

## فرزندان
او دارای دو فرزند پسر (حداقل) بود. از ازدواج اول وی پسری به نام ریفان در سال ۷۵۷ پیش از میلاد، حاصل شد. ریفان در سن ۲۳ سالگی ازدواج کرد و ۲ سال بعد صاحب پسری به نام هامین شد. اما ریفان ۱۱ سال بعد فوت کرد و هامین به تنهایی توسط مادرش بزرگ شد. ویپ دارای پسری دیگر از یک همسر دیگر بود، لینین. لینین ۱۲ سال بعد از به دنیا آمد ریفان به دنیا آمد .

## ریاست جمهور الیپی
وی از تاریخ ۷۱۹ تا ۷۱۷ پیش از میلاد ریاست جمهور شورایی کنفدراسیون الیپی را در دست داشت. تا این که دالتا از سال ۷۱۷ تا ۷۱۶ پیش از میلاد به صورت موقت ریاست را بر عهده گرفت و سپس به عنوان اولین پادشاه الیپی تاجگذاری کرد.

## ریاست قبیله‌ی هوباهنا
هنگامی که پسرش ریفان به دنیا آمد، پدرش درگذشت و او رئیس قبیله‌شان شد. تا سال ۷۲۱ پیش از میلاد، ریفان جانشینش بود تا این که ریفان مُرد و پسر جوانترش لینین جانشین پدر شد.